# Murányi Gyula
Murányi Gyula, születési nevén Pick Gyula (Budapest, 1881. március 26. – Budapest, Erzsébetváros, 1920. február 21.) szobrász- és éremművész.

## Élete
Murányi Ármin és Sorer Szidónia fia. Az Iparművészeti Iskolában, majd Párizsban és Bécsben tanult. Főleg plakettekkel szerepelt kezdetben és ezen a téren a legismertebb és legtermékenyebb művészek közé tartozott. Szobrai között a legismertebb a Nógrád vármegye által rendelt Kupaktanács szoborcsoport. Korábbi szobraiban a természethű másolójaként jelentkezett (Ülő öregasszony, Imádkozó zsidó) Érmeinek és plakettjeinek acélverőtűit a Numizmatikai Társaságnak hagyta, hogy a segítségükkel vert érmek és plakettek jövedelméből fiatal éremszobrászokat támogassanak. Haláláról beszámolt a Budapesti Hírlap. A Rákoskeresztúri izraelita temetőben helyezték örök nyugalomra.